# Xaxa (Botswana)
Xaxa – wieś w Botswanie w dystrykcie North West. Osada znajduje się w pobliżu granicy z Namibią. Według spisu ludności z 2001 roku wieś liczyła 280 mieszkańców.
Na północ od wioski znajduje się kompleks jaskiń Gcwihaba, figurujący od 2010 roku na botswańskiej liście informacyjnej – liście obiektów rozważanych do zgłoszenia na listę światowego dziedzictwa UNESCO.